# The Old Man and the Big ’C’
The Old Man and the Big 'C' («Старик и горе») — третья серия одиннадцатого сезона мультсериала «Гриффины». Премьерный показ состоялся 21 октября 2012 года на канале FOX.

## Сюжет
Питер, Брайан, Гленн и Джо идут на бейсбол. Мяч летит прямо к ним на трибуну, друзья кидаются за ним. Брайану повезло — ему достался мяч, а вот у Гленна серьёзные проблемы — его парик отваливается, и его в этот момент показывают по информационному табло. От стыда Гленн сбегает со стадиона.
В баре друзья пытаются подбодрить Гленна, говорят ему о том, что надо воспринять себя таким, какой он есть. Он с ними соглашается. Однако, сняв с себя парик, он становится странным: ругается на лихачей, гоняющий на машинах перед его домом, говорит по-другому, превращается в обычного ботаника, что очень не нравится Питеру. В конце концов, Брайан предлагает Куагмиру сделать пересадку волос, на что тот соглашается, извиняясь за своё странное поведение.
В больнице Брайан случайно подслушивает разговор Картера Пьютершмидта и его врача: выясняется, что отец Лоис болен раком последней степени, жить ему остаётся, по заверениям врача, не более двух недель. Брайан в шоке: он об этом рассказывает Стьюи, у которого установлена камера в доме Картера. Опасения подтверждаются — Картер лежит в постели в предсмертном состоянии. Брайан решает обо всем рассказать Лоис, та немедленно собирает семью и едет в дом отца — но тот стоит на ногах, чувствует себя отлично, работает, как и всегда. Лоис и Питер обвиняют Брайана во лжи.
Приехав домой, Брайан и Стьюи предполагают, что возможно тот, с кем сегодня встретилась Лоис — на самом деле, двойник, созданный Картером для предотвращения падения акций его компании. Установив слежку за Пьютершмидтом, друзья слышат его разговор об особо секретном «Образце Z». Брайан думает, что этот «Образец Z» и есть настоящий Картер. Пробравшись в лабораторию, он узнает нечто совершенно невероятное: «Образец Z» — не тело отца Лоис, это лекарство от рака, изобретённое подчинёнными Картера. Друзья догадываются, что он просто вылечился от рака, но в этот момент в лабораторию врывается сам Пьютершмидт с охраной. Брайан говорит, что он нашел «Святой Грааль современной медицины». Выясняется, что Картер не объявлял об открытии этого лекарства ещё с 1999 года, когда оно было изобретено, и все только ради того, чтобы увеличить прибыль компании. Брайана и Стьюи выгоняют из лаборатории охранники.
Однако, по дороге домой, выясняется, что Стьюи захватил с собой это лекарство, пока Картер и Брайан ругались. Вернувшись домой, Брайан объясняет Лоис и Питеру о том, что видели сегодня. В этот момент в дом врывается Картер с полицией, требующий немедленно вернуть ему лекарство. Лоис умоляет отца рассказать всему миру о том, что он нашёл лекарство от рака, аргументируя это тем, что заболеть им могут даже самые близкие люди(за исключением горничной Картера которая воспитывала его вместо родителей так как по его мнению она не заболеет раком), которым может понадобится помощь. Пьютершмидт обещает дочери рассказать правду.
Собравшись у телевизора, Гриффины ждут по новостям объявления от Картера, но выясняется, что он наврал своей дочери, и ничего объяснять и показывать не собирается, кроме новой разработки — съедобного дезодоранта для умственно отсталых.

## Интересные факты